# Schneekoppe
Die Schneekoppe, auch Riesenkoppe oder nur Koppe (tschechisch Sněžka, polnisch Śnieżka) ist mit 1603,2 m n.m. die höchste Erhebung des Riesengebirges. Sie ist der höchste Berg der Sudeten, der Mitteleuropäischen Mittelgebirgsschwelle und Tschechiens. Über ihren Gipfel verläuft die Staatsgrenze zwischen Polen und Tschechien.

## Geographie

### Lage
Die Schneekoppe liegt im Osten des Riesengebirges auf dessen Hauptkamm – auf dem Východní Slezský hřbet (Östlicher Schlesischer Kamm). Über ihren Gipfel verläuft die Staatsgrenze von Tschechien und Polen. Südlich des Berges liegt in der tschechischen Region Královéhradecký die Stadt Pec pod Sněžkou (Petzer) und nördlich in der polnischen Woiwodschaft Niederschlesien die Stadt Karpacz (Krummhübel).
Südlich der Schneekoppe fließt die Úpa (Aupa), die auf dem westlich des Berges gelegenen Równia pod Śnieżką (Koppenplan) entspringt, durch Pec pod Sněžkou verläuft und in die Elbe mündet. Nördlich verläuft die Łomnica (Große Lomnitz), die auf derselben Hochebene entspringt, durch Karpacz fließt und in den Bóbr (Bober) mündet.
Auf der tschechisch-polnischen Staatsgrenze liegende Nachbarberge der Schneekoppe sind die Svorová hora (1410,6 m n.m.; dt. Schwarze Koppe; pol. Czarna kopa) im Osten und die Smogornia (1488,6 m n.p.m.; dt. Mittagsberg; tsch. Stříbrný hřbet) im Nordwesten. Nach Süden leitet die Landschaft über einen Kamm zum tschechischen Růžová hora (1393,1 m n.m.; Rosenberg). Im Nordnordwesten liegt jenseits des quellnahen Oberlaufs der Łomnica die polnische Kopa (1377,4 m n.p.m.; Kleine Koppe).

### Gipfel
Der auf der Staatsgrenze befindliche Gipfel der Schneekoppe liegt oberhalb der auf etwa 1200 m n.p.m. Höhe gelegenen Waldgrenze. Er ist touristisch erschlossen und insbesondere in den Sommermonaten Ziel zahlreicher Besucher. Auf dem Gipfel steht die Laurentiuskapelle. Auf tschechischer Seite befindet sich die Tschechische Poststelle auf der Schneekoppe und die Gipfelstation der in Pec pod Sněžkou beginnenden Gondelbahn und auf polnischer Seite die futuristisch anmutende Bergbaude, die von 1969 bis 1974 erbaut wurde.

## Klima
Klima und Vegetation in den Höhenlagen des Riesengebirges werden als alpin beschrieben, obwohl die entsprechende Höhe nicht erreicht wird. Die Durchschnittstemperatur im Jahresmittel beträgt auf der Schneekoppe 0,2 °C. An der auf etwa 1200 m n.p.m. Höhe liegenden Waldgrenze verliert der Fichtenwald seine Wuchshöhe und Dichte, und er geht in Knieholzbestände über. Diese subalpin genannte Zone reicht bis auf 1450 m n.p.m. Höhe.
|                       | Jan   | Feb  | Mär  | Apr  | Mai  | Jun  | Jul   | Aug   | Sep  | Okt  | Nov  | Dez   |   |         |
| Mittl. Tagesmax. (°C) | −3,6  | −4,0 | −2,2 | 2,2  | 6,9  | 10,1 | 12,2  | 12,3  | 7,9  | 4,4  | 0,7  | −2,5  | ⌀ | 3,7     |
| Mittl. Tagesmin. (°C) | −8,1  | −8,3 | −6,3 | −2,1 | 2,2  | 5,5  | 7,6   | 7,8   | 3,9  | 0,0  | −3,6 | −6,9  | ⌀ | −0,7    |
|                       |       |      |      |      |      |      |       |       |      |      |      |       |   |         |
| Niederschlag (mm)     | 107,5 | 91,6 | 90,0 | 75,4 | 77,3 | 99,8 | 123,7 | 133,4 | 88,0 | 79,9 | 82,8 | 112,0 | Σ | 1.161,4 |
|                       |       |      |      |      |      |      |       |       |      |      |      |       |   |         |
| Regentage (d)         | 17,0  | 14,2 | 15,2 | 10,3 | 13,3 | 13,4 | 14,1  | 11,4  | 12,5 | 13,6 | 14,6 | 16,6  | Σ | 166,2   |

| −8,1 |

| −8,3 |

| −6,3 |

| −2,1 |

| 2,2 |

| 5,5 |

| 7,6 |

| 7,8 |

| 3,9 |

| 0,0 |

| −3,6 |

| −6,9 |

| −8,1 |

| −8,3 |

| −6,3 |

| −2,1 |

| 2,2 |

| 5,5 |

| 7,6 |

| 7,8 |

| 3,9 |

| 0,0 |

| −3,6 |

| −6,9 |

|                        | Jan   | Feb   | Mär   | Apr   | Mai   | Jun  | Jul   | Aug  | Sep  | Okt   | Nov   | Dez   |   |         |
| Mittl. Temperatur (°C) | −5,8  | −6,1  | −4,2  | 0,2   | 4,8   | 8,0  | 10,1  | 10,3 | 6,0  | 2,2   | −1,5  | −4,7  | ⌀ | 1,6     |
| Mittl. Tagesmax. (°C)  | −3,3  | −3,7  | −1,9  | 2,7   | 7,4   | 10,7 | 12,7  | 12,8 | 8,2  | 4,6   | 1,0   | −2,2  | ⌀ | 4,1     |
| Rekordmaximum (°C)     | 10,5  | 13,5  | 14,0  | 18,1  | 29,2  | 26,0 | 25,0  | 30,0 | 24,5 | 19,9  | 17,1  | 12,0  | ᐃ | 30,0    |
| Mittl. Tagesmin. (°C)  | −8,3  | −8,5  | −6,5  | −2,2  | 2,1   | 5,4  | 7,5   | 7,7  | 3,8  | −0,1  | −3,9  | −7,1  | ⌀ | −0,8    |
| Rekordminimum (°C)     | −32,1 | −33,9 | −25,5 | −15,3 | −13,1 | −7,1 | −2,2  | −3,0 | −5,8 | −16,1 | −20,3 | −24,9 | ᐁ | −33,9   |
|                        |       |       |       |       |       |      |       |      |      |       |       |       |   |         |
| Niederschlag (mm)      | 107,3 | 88,5  | 87,7  | 51,1  | 77,5  | 98,1 | 120,6 | 95,4 | 87,3 | 79,9  | 83,4  | 113,8 | Σ | 1.090,6 |
|                        |       |       |       |       |       |      |       |      |      |       |       |       |   |         |
| Regentage (d)          | 16,6  | 13,9  | 15,1  | 10,0  | 13,3  | 12,9 | 13,5  | 11,2 | 12,3 | 13,1  | 14,3  | 16,5  | Σ | 162,7   |

| −8,3 |

| −8,5 |

| −6,5 |

| −2,2 |

| 2,1 |

| 5,4 |

| 7,5 |

| 7,7 |

| 3,8 |

| −0,1 |

| −3,9 |

| −7,1 |

| −8,3 |

| −8,5 |

| −6,5 |

| −2,2 |

| 2,1 |

| 5,4 |

| 7,5 |

| 7,7 |

| 3,8 |

| −0,1 |

| −3,9 |

| −7,1 |

| N i e d e r s c h l a g | 107,3 | 88,5 | 87,7 | 51,1 | 77,5 | 98,1 | 120,6 | 95,4 | 87,3 | 79,9 | 83,4 | 113,8 |
|                         | Jan   | Feb  | Mär  | Apr  | Mai  | Jun  | Jul   | Aug  | Sep  | Okt  | Nov  | Dez   |

## Geschichte

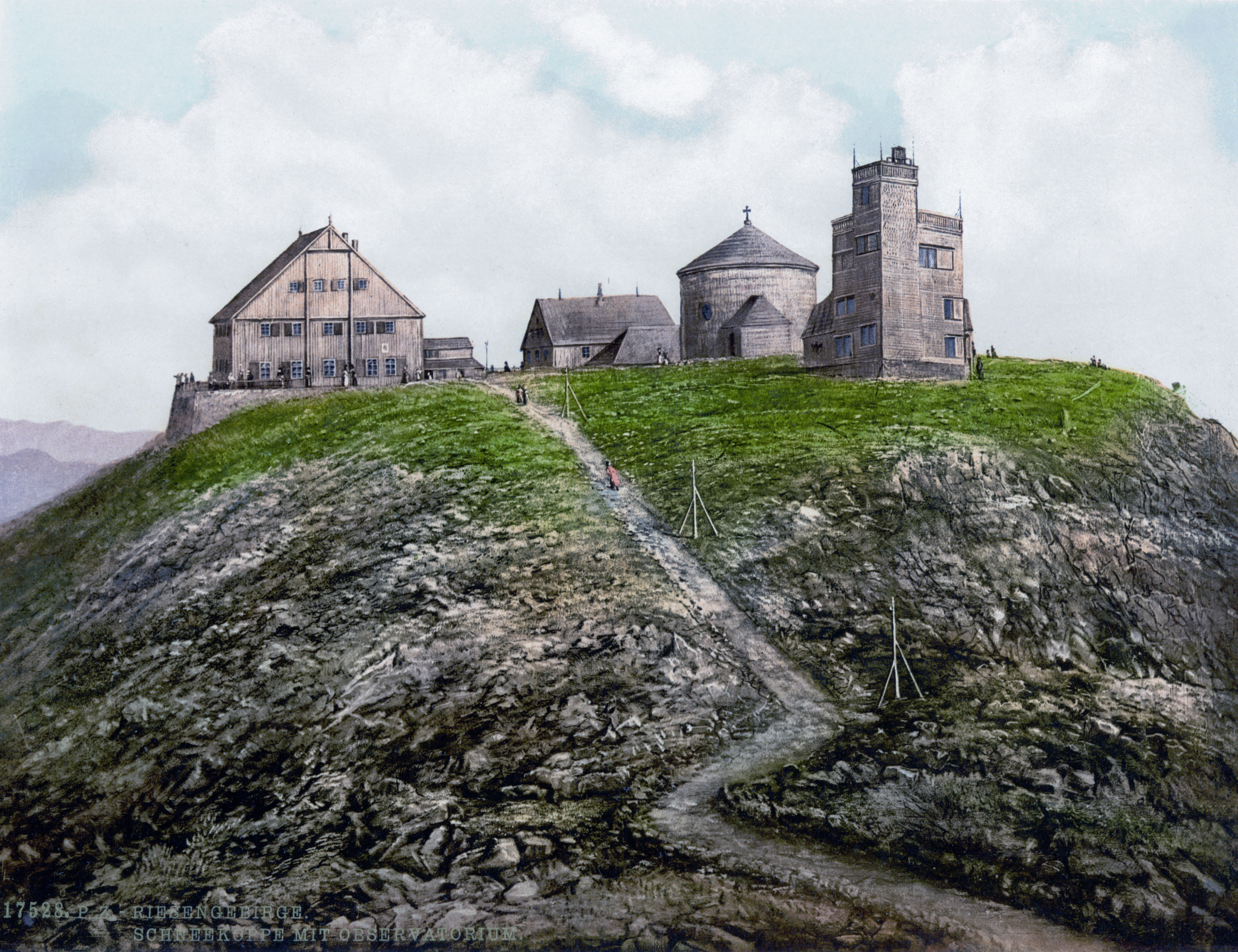
Gipfel der Schneekoppe um 1900, v. l. n. r.: Preußische Baude, Böhmische Baude, St.-Laurentius-Kapelle, Preußische Wetterwarte

Die ersten nachweisbaren Gipfelbesteigungen wurden in der Mitte des 15. Jahrhunderts durchgeführt. 1456 erklomm ein venezianischer Kaufmann auf der Suche nach Edelsteinen den Gipfel. Die barocke Laurentiuskapelle auf dem Gipfel wurde 1668–1681 vom Grafen Leopold von Schaffgotsch gestiftet und vom Grüssauer Abt Bernhard Rosa eingeweiht. Fünfmal im Jahr hielten dort die Mönche aus der Propstei Warmbrunn Gottesdienste ab. Nach der Säkularisation 1810 wurde die Kapelle 1824 als Herberge profaniert. Als die Herberge dem wachsenden Touristenstrom nicht mehr gewachsen war und das erste Gasthaus auf dem Gipfel entstand, wurde die Kapelle wiederhergestellt und 1850 neu geweiht. Danach fanden jährlich am Namenstag des Patrons St.-Laurentius Gottesdienste statt. Nachdem das Gasthaus 1857 durch Brandstiftung und 1862 durch Blitzschlag zerstört worden war, wurde es völlig neu errichtet. 1868 wurde auch auf der böhmischen Seite ein Gasthaus gebaut. (siehe Artikel: Böhmische und Preußische Baude)
1800 bestiegen Friedrich Wilhelm III. (Preußen) und Luise von Mecklenburg-Strelitz die Schneekoppe, den höchsten Berg Preußens und der deutschen Mittelgebirge. 1804 veröffentlichte der spätere US-Präsident John Quincy Adams einen Reisebericht über Schlesien, mit Besteigung der Riesenkoppe.
1828 verunglückte der Warschauer Student Józef Odrowąż-Pieniążek bei einem Ausflug auf die Schneekoppe. Die originale, in Polnisch verfasste Gedenktafel in der Laurentiuskapelle erinnert an dieses Ereignis.
Ende 1899 richtete Preußen die höchste Wetterwarte nördlich der Donau auf dem Gipfel ein, die am 5. Juli 1900 eröffnet wurde. Im Erdgeschoss befand sich die Wohnung des Beobachters, im ersten Stock die Dienstzimmer und darüber ein Observatorium. Zur Jahrhundertwende um 1900 entstand auf dem Gipfel eine Poststelle. Allein im Jahre 1907 gingen von dort 12.000 Postkarten mit Sonderstempel in alle Welt, damit begann der deutsche Massentourismus in dieser Region.

## Gebäude auf dem Gipfel
Die Sankt-Laurentius-Kapelle ist das älteste Gebäude auf dem Berg. Sie ist 14 Meter hoch und befindet sich unmittelbar an der Staatsgrenze auf der polnischen Seite. Ab 2006 wurde anstatt der abgerissenen böhmischen Baude die neue tschechische Poststelle erbaut und im Jahr 2007 durch den tschechischen Präsidenten Václav Klaus eröffnet. Die Bergbaude auf der polnischen Seite hat die Form von „fliegenden Untertassen“ und wurde von den polnischen Architekten Witold Lipiński und Waldemar Wawrzyniak an der Universität Breslau entworfen. Das Gebäude entstand in den Jahren 1964 bis 1974.

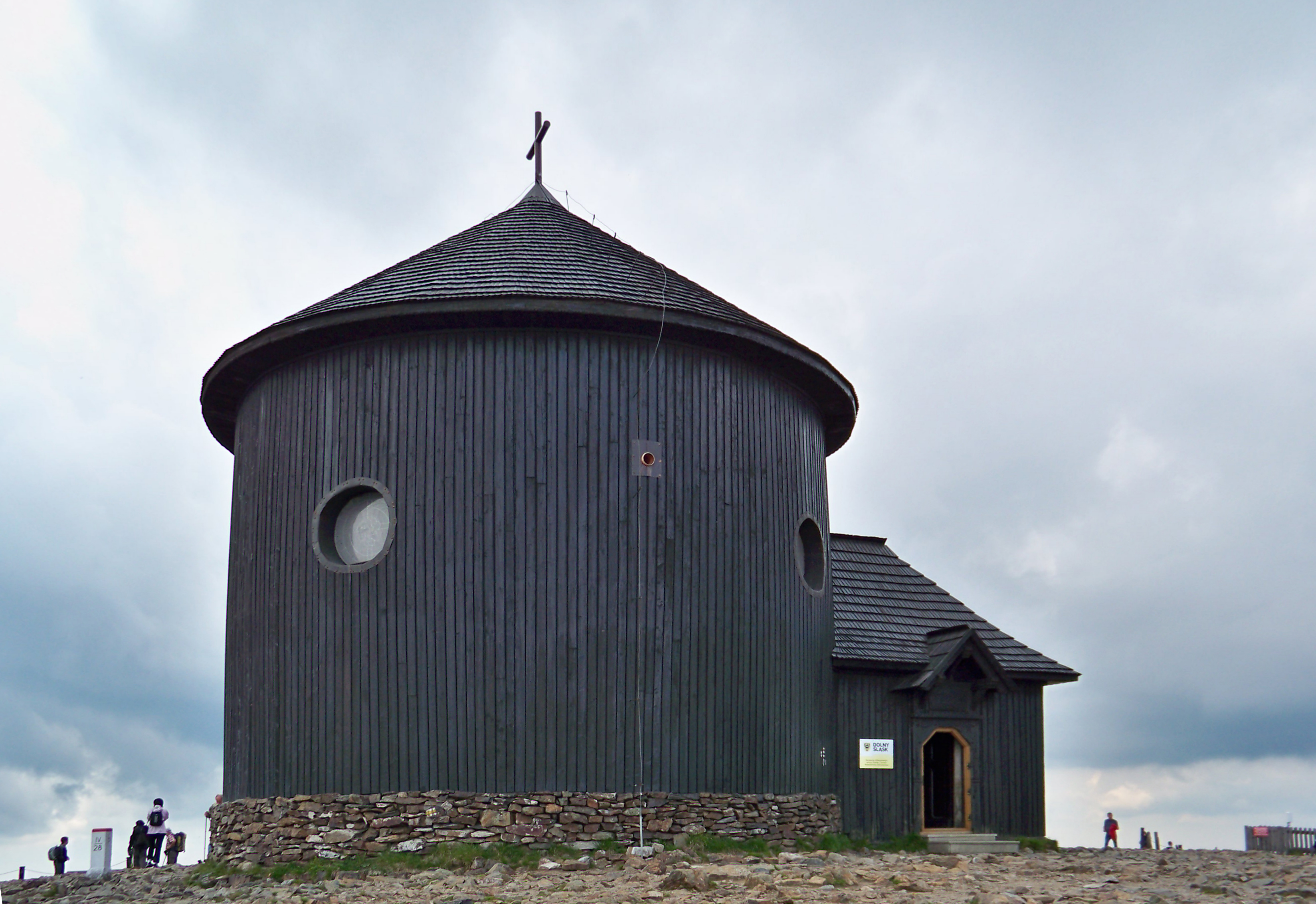
St.-Laurentius-Kapelle von 1681
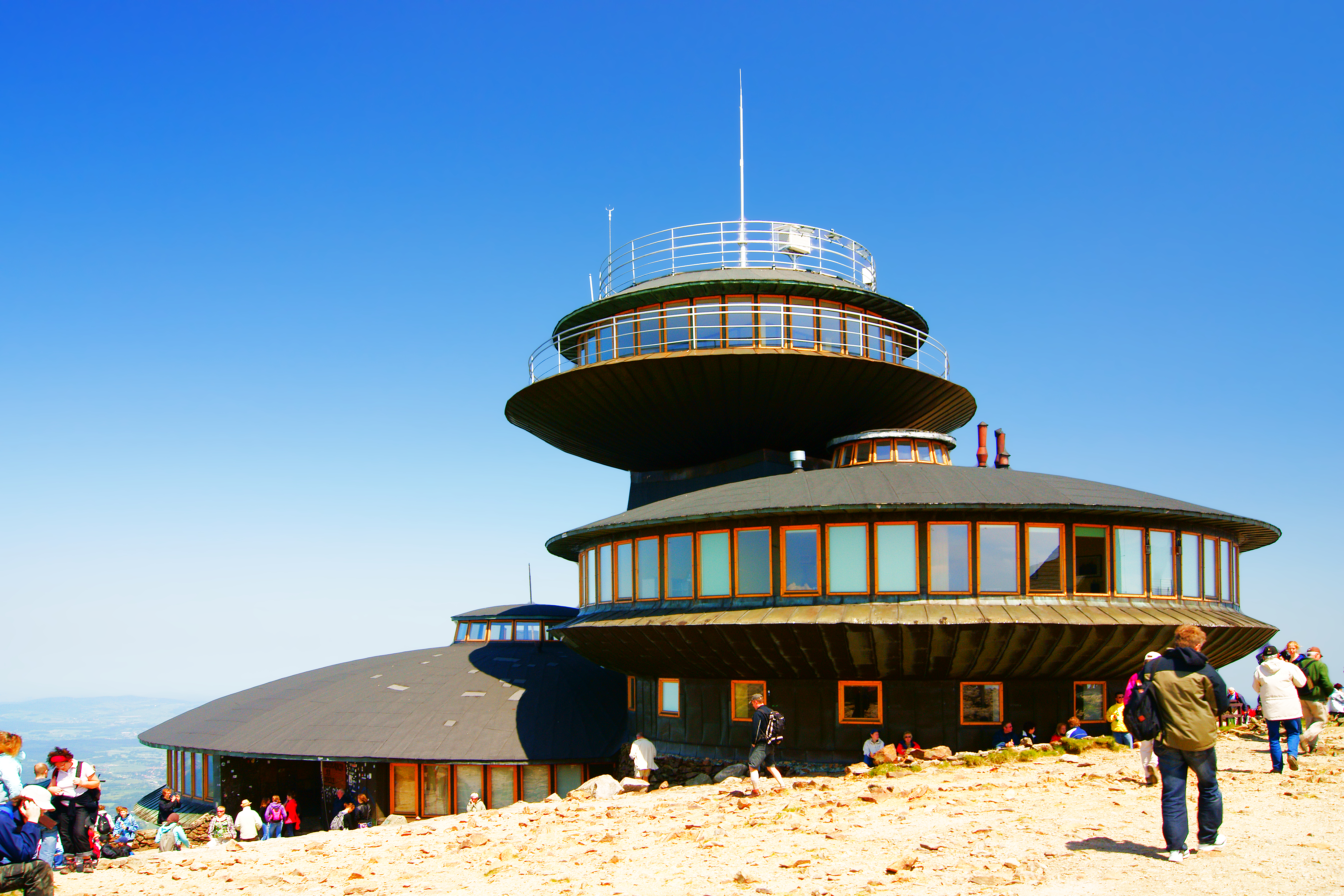
Polnische Baude von 1974
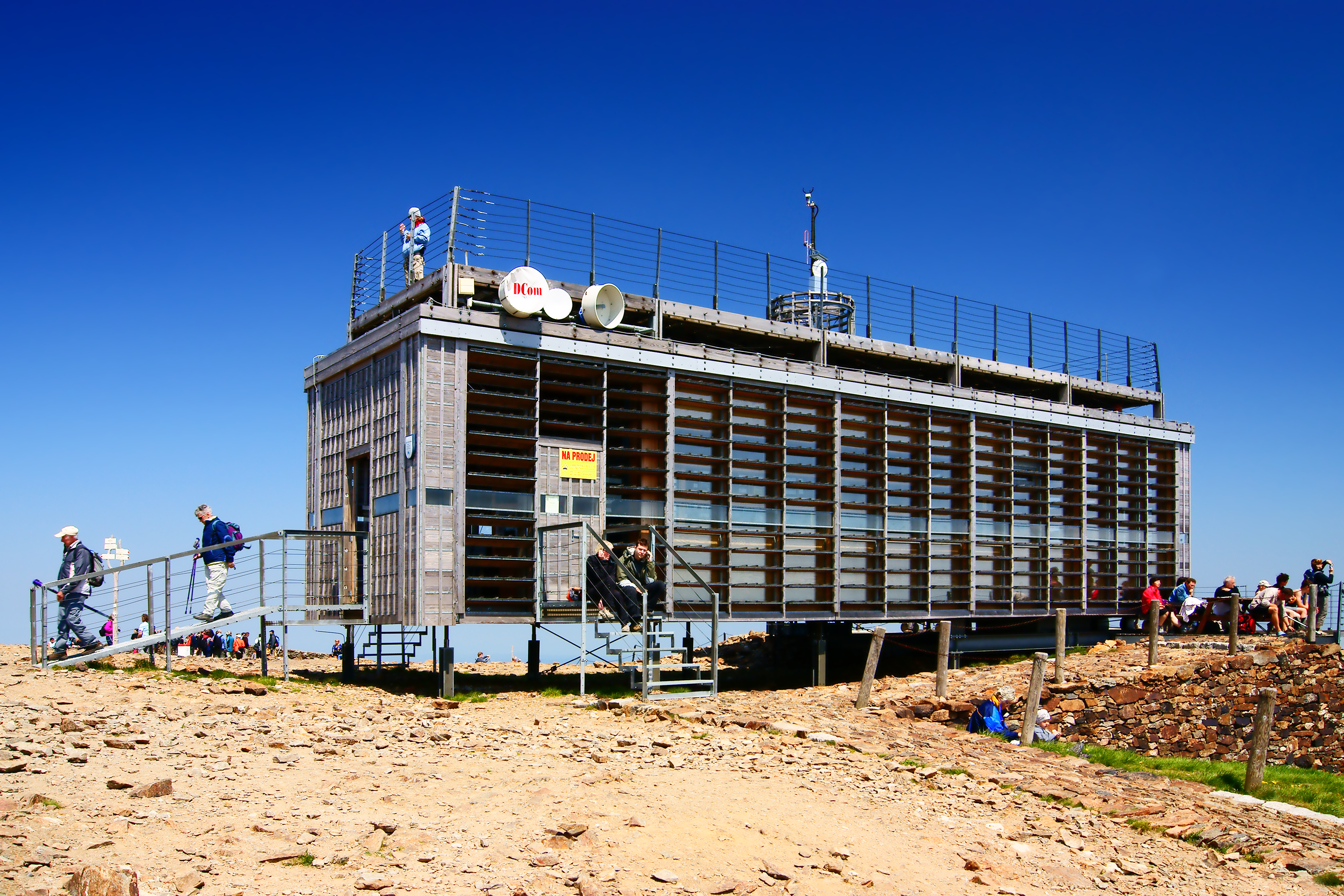
Tschechische Poststelle von 2007

## Seilbahn

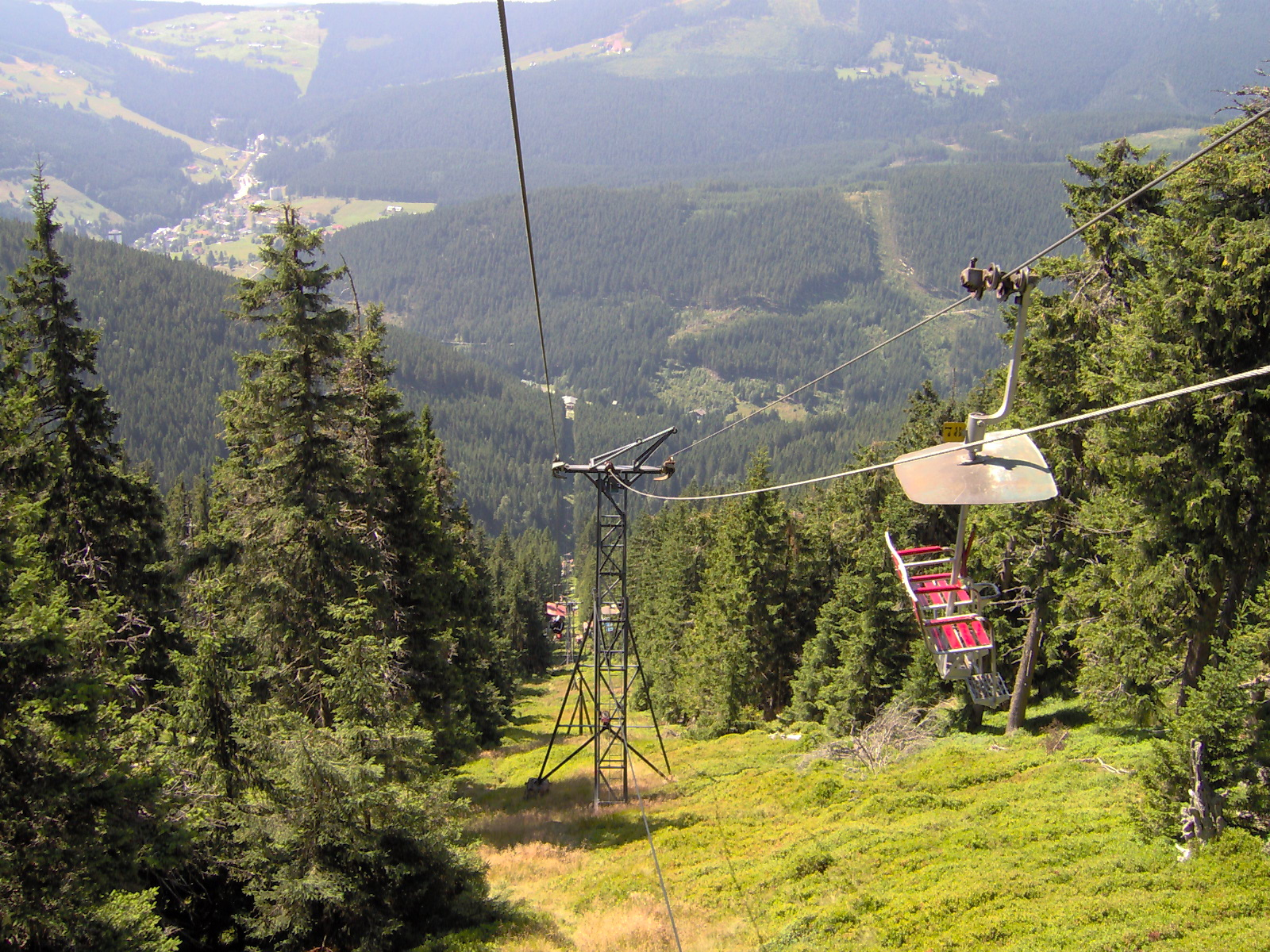
Alter Sessellift System „Von Roll“ (2008)

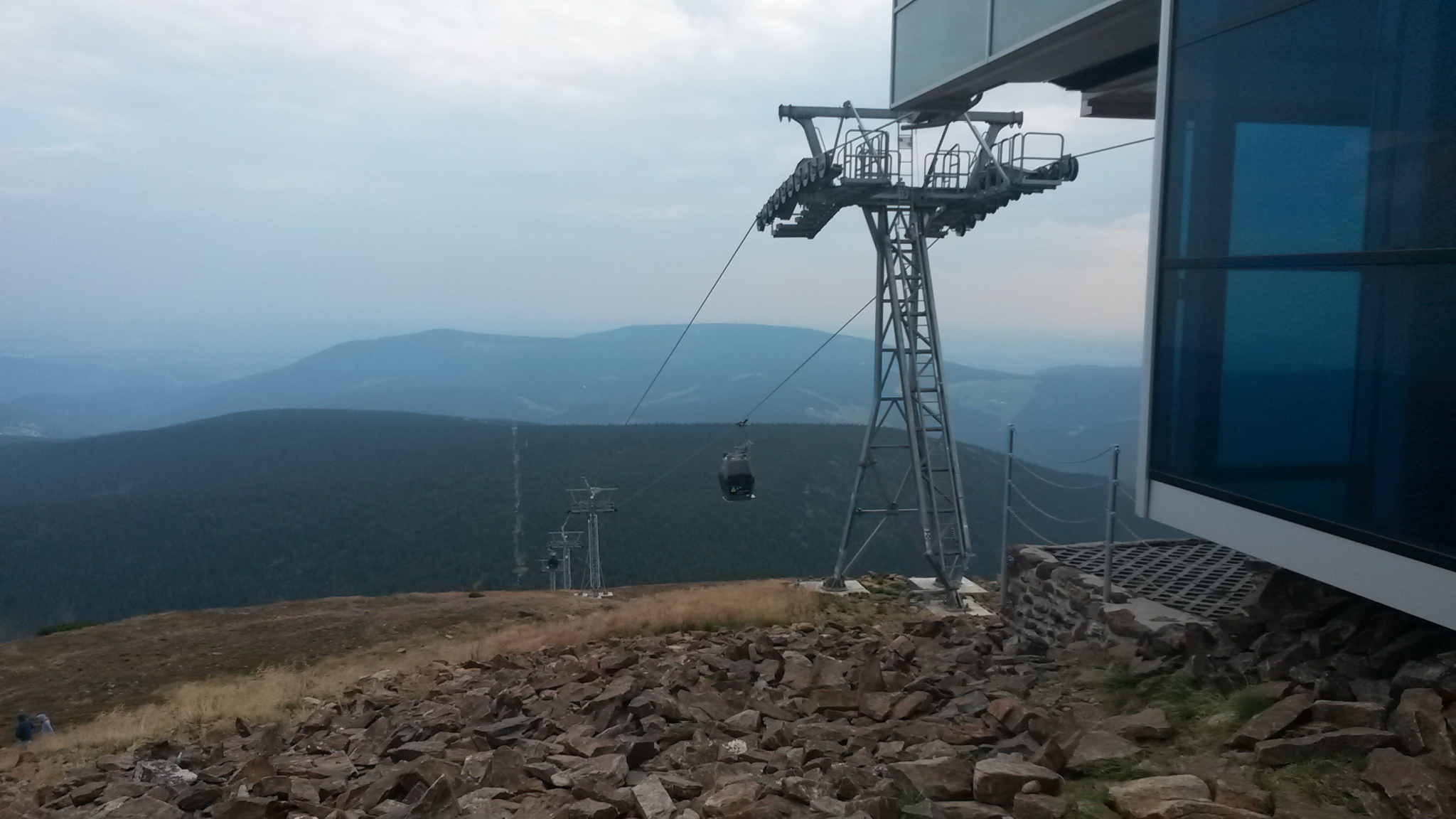
Neue Kabinenbahn (2015)

Der Tourismus nahm nach dem Zweiten Weltkrieg einen neuen Aufschwung. Gebaut wurden Aufstiegshilfen, die den beachtlichen Höhenunterschied zwischen den umliegenden Touristenorten und dem Gebirgskamm überwanden. Auf tschechoslowakischer Seite führte eine Einseilumlaufsesselbahn System Von Roll zum Gipfel. In den Sesseln dieser Bahn saß man zu zweit nebeneinander quer zur Fahrtrichtung. Die Bahn führte vom nördlichen Rand des Ortes Pec pod Sněžkou (890 m n.m.) über die Růžová hora (1354 m n.m.) hinauf zur Sněžka (1594 m n.m.). Der Bau der Seilbahn begann 1946; die Kosten wurden auf 4.796.900 Kčs. geschätzt. Der untere Teil wurde am 15. Januar 1949 eröffnet, der obere Teil mit Testläufen am 10. November 1949. Der obere Teil der Bahn bereitete wegen starken Witterungseinflüssen immer wieder Schwierigkeiten, im Winter 1962/63 wurde der Betrieb wegen Vereisungen unterbrochen, 1968 stürzte die Bahn ein. Ursprünglich war ein 17-jähriger Betrieb geplant, 1980 wurde der Betrieb nach 30 Jahren vorübergehend eingestellt. Erst 1982 ging die Seilbahnanlage nach Abstellung der schlimmsten Sicherheitsmängel wieder in Betrieb. Anfangs gehörte die Seilbahn zu den Tschechoslowakischen Staatsbahnen, erst 1997 ging sie an Pec und Malá Úpa, seit 1999 gehört sie allein der Stadt Pec.
Auf polnischer Seite führt seit 1959 ein Sessellift bis zur Kleinen Koppe. Von dort müssen Besucher zu Fuß bis zum Gipfel laufen.
Seit Anfang der 1990er Jahre war von Seiten der tschechischen Nationalparkverwaltung immer wieder ein ersatzloser Abbruch der überalterten Anlage gefordert worden, um die Besucherzahlen im ökologisch sensiblen Bereich um die Schneekoppe zu begrenzen. Im Juni 2007 wurde der Neubau einer Seilbahn auf der gleichen Trasse beschlossen.
Am 22. September 2011 wurde für den Neubau der Bahn der Grundstein gelegt, die Bauarbeiten begannen im Juli 2012. Die obere Sektion der alten Bahn war seit dem 13. Mai 2012 außer Betrieb, die untere Sektion folgte ihr am 2. September 2012.
Die neue Seilbahn wurde von der Leitner AG geliefert. Es handelt sich dabei um eine Einseil-Umlaufbahn. Die Kabinen werden mit Reibrädern vorbeschleunigt und dann auf das Förderseil geklemmt, bevor sie die Stationen verlassen. Sie bieten Platz für vier Personen.
Die Bahn verkehrt wie der Sessellift in zwei Abschnitten von Pec pod Sněžkou (829 m n.m.) über die Růžová hora (1339 m n.m.) hinauf zur Sněžka (1588 m n.m.). Die Stationen Růžová hora und Sněžka sind auf den Grundrissen des Sesselliftes errichtet; die Talstation in Pec pod Sněžkou wurde hingegen etwa 60 Höhenmeter tiefer und damit näher am Ort errichtet. Die Bahn ist insgesamt 3716 Meter lang, die Fahrtzeit beträgt etwa 16 Minuten (Sessellift ca. 25 Minuten). Die maximale Beförderungsleistung der neuen Bahn blieb aus Gründen des Naturschutzes gegenüber dem Sessellift mit 250 Personen pro Stunde gleich.
Die neue Seilbahn nahm im Februar 2014 ihren Betrieb auf, die Baukosten beliefen sich auf ca. 300 Millionen Kronen. Die vergleichsweise lange Bauzeit war den schwierigen Wetterverhältnissen geschuldet.

## Wege zum Gipfel

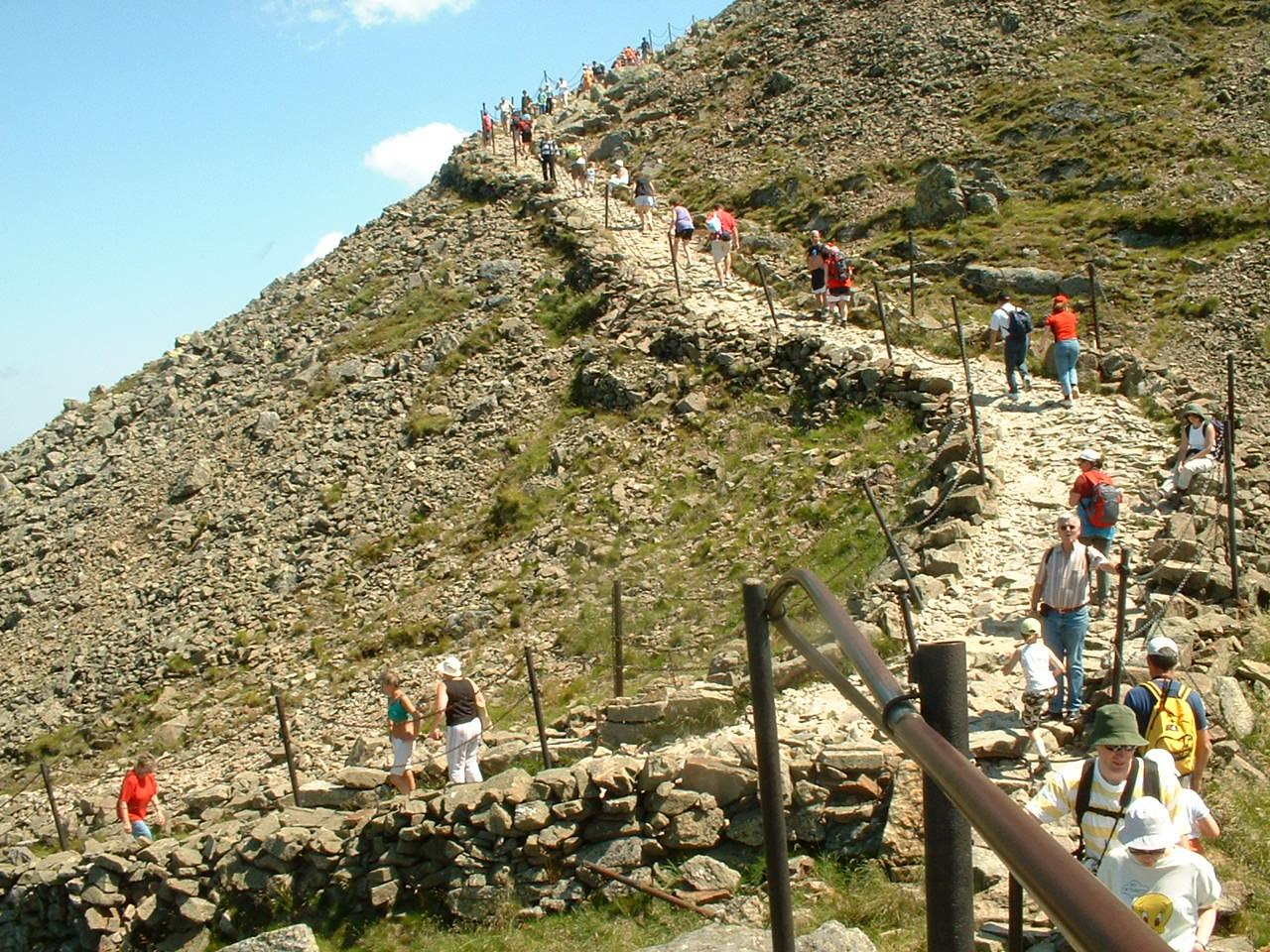
„Kettenweg“ zum Gipfel

Markierte Wege führen zum Hauptkamm und weiter über den Freundschaftsweg bis auf die Schneekoppe. Der rot markierte Kammweg entlang der polnisch-tschechischen Grenze führt über den Gipfel.

### Tschechische Seite
- Von Pec pod Sněžkou führt eine Gondelbahn bis nahe an den Gipfel. Da diese nahe dem Grat des Riesengrundes heraufführt, blickt man stellenweise mehrere 100 Meter in die Tiefe.
- Von Pec pod Sněžkou ist der Aufstieg zu Fuß über einen blau markierten Weg durch den Riesengrund (Obří důl) möglich.
- Von Pec pod Sněžkou über den Růžová hora (Rosenberg) zur Schneekoppe.
- Von Velká Úpa (Großaupa) durch den Šraml (Schrammen) über den Rosenberg (Růžová hora).
- Von Horní Malá Úpa (Ober-Kleinaupa) über die Baude Jelenka (Emmaquellenbaude) zur Schneekoppe.
- Von Špindlerův Mlýn (Spindlermühle) über den Plan, die Vyrovka und Lucni Bouda
- Von Špindlerův Mlýn über Sv. Petr. und den Kozi Hrbety
- Von Špindlerův Mlýn die weiße Elbe entlang
- Von der Špindlerova bouda entlang des Freundschaftsweges

### Polnische Seite
- Mit dem Sessellift von Karpacz (Krummhübel) auf die Kopa und dann über das Schlesierhaus (Schronisko Dom Śląski) 225 Höhenmeter auf den Schneekoppengipfel wandern.
- Ein vielbegangener Weg führt von Karpacz über den Melzergrund (Kocioł Łomniczki) und das Schlesierhaus (Dom Śląski) zum Gipfel.
- Von Brückenberg (Karpacz Górny) über die Teichbaude (Schronisko Samotnia) und die Hampelbaude (Schronisko Strzecha Akademicka) zum Gipfel.
- Der kettengesicherte Gipfelaufstieg zwischen Schlesierhaus und Schneekoppengipfel ist recht exponiert und nur im Aufstieg begehbar. Es ist aber auch möglich, den Gipfel über den Jubiläumsweg (Droga Jubileuszowa) zu besteigen.

## Panoramen

„Aussichten von der Schneekoppe auf die vier Ecken der Welt.“ Vier Lithografien aus der Mitte des 19. Jahrhunderts von Ernst Wilhelm Knippel.
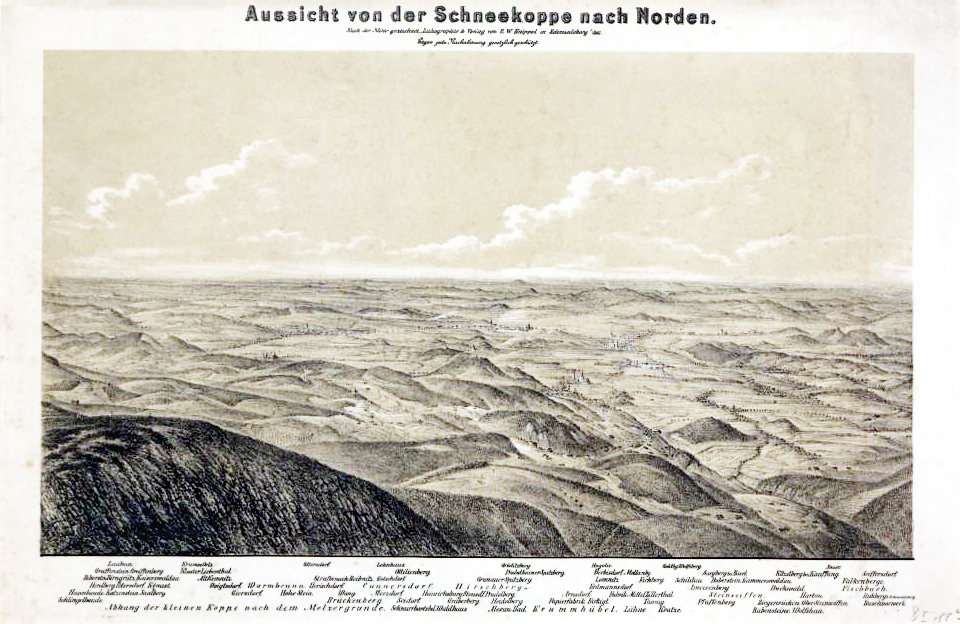
Aussicht nach Norden,
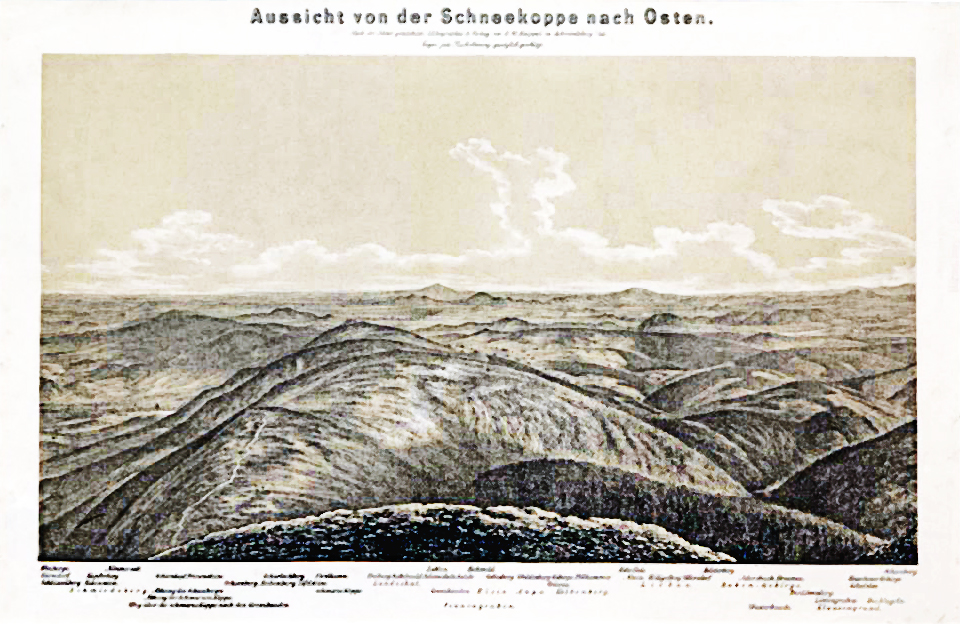
… nach Osten,
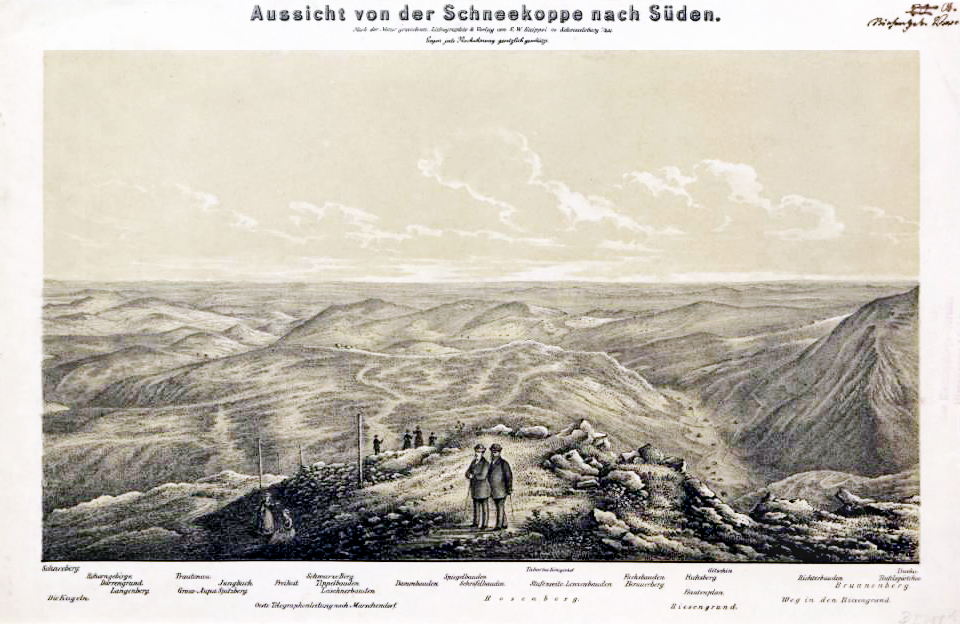
… nach Süden und
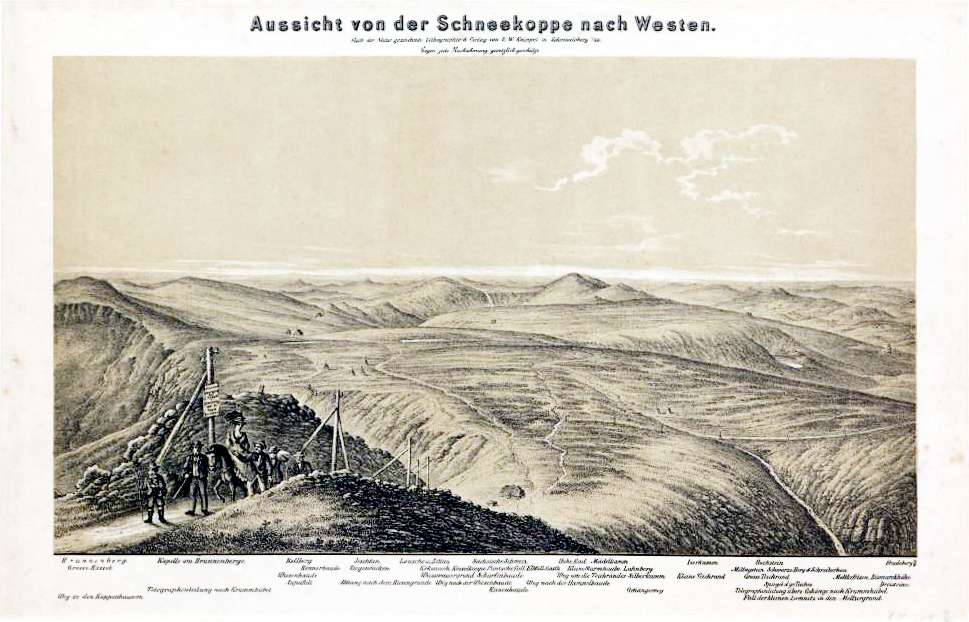
Nach Westen

## Rezeption
Als Heinrich von Kleist am 13. Juli 1799 auf seiner schlesischen Reise vom Gipfel der Schneekoppe den Sonnenaufgang gesehen hatte, trug er diese Begebenheit ins Gipfelbuch der Hampelbaude ein und schrieb, inspiriert von Friedrich Schillers Hymne an den Unendlichen, eine Hymne an die Sonne hinzu, die beginnt mit „Über die Häupter der Riesen, hoch in der Lüfte Meer“.
Eduard Bechers achtstrophige Landeshymne Niederschlesiens O, du Heimat, lieb und traut widmet der Schneekoppe eine Strophe:
Wo die Koppe hoch und hehr

ragt hinein in’s Wolkenmeer

wo die Sage, weltbekannt

einen Rübezahl erfand –

da bist du, mein Schlesierland.
Der Berg ist namensgebend für den Nahrungsmittelhersteller Schneekoppe, dessen Ursprungsunternehmen 1927 durch Fritz Klein in einem Ort am Fuß des Riesengebirges gegründet wurde.